# دره‌کوی، قرقلرایلی
دره‌کوی (به ترکی استانبولی: Dereköy) یک منطقهٔ مسکونی در ترکیه است که در قرقلرایلی واقع شده‌است. دره‌کوی ۶۶۱ نفر جمعیت دارد و ۴۴۶ متر بالاتر از سطح دریا واقع شده‌است.